# Сюк-э-Сантенак
Сюк-э-Сантена́к (фр. Suc-et-Sentenac) — коммуна во Франции, находится в регионе Юг — Пиренеи. Департамент коммуны — Арьеж. Входит в состав кантона Викдессо. Округ коммуны — Фуа.
Код INSEE коммуны — 09302.

## Население
Население коммуны на 2008 год составляло 60 человек.
| 1962 | 1968 | 1975 | 1982 | 1990 | 1999 | 2008 |
| ---- | ---- | ---- | ---- | ---- | ---- | ---- |
| 51   | 100  | 89   | 84   | 66   | 103  | 60   |

## Экономика
В 2007 году среди 39 человек в трудоспособном возрасте (15—64 лет) 24 были экономически активными, 15 — неактивными (показатель активности — 61,5 %, в 1999 году было 70,4 %). Из 24 активных работали 20 человек (11 мужчин и 9 женщин), безработных было 4 (2 мужчины и 2 женщины). Среди 15 неактивных 4 человека были учениками или студентами, 5 — пенсионерами, 6 были неактивными по другим причинам.